# Férolles
Férolles település Franciaországban, Loiret megyében. Lakosainak száma 1134 fő (2022. január 1.). Férolles Jargeau, Darvoy, Ouvrouer-les-Champs, Sandillon és Vienne-en-Val községekkel határos.

## Népesség
A település népességének változása:
| Lakosok száma | 602  | 954  | 1063 | 1123 | 1216 | 1176 | 1153 | 1142 | 1139 | 1134 |
|               | 1968 | 1982 | 1990 | 2006 | 2013 | 2015 | 2017 | 2019 | 2020 | 2022 |